# Куколово (Україна)
Куколово — колишній населений пункт в Кіровоградській області. Підпорядковувався Первозванівській сільській раді.

## Стислі відомості
Підпорядковувалось в 1930-х роках Піщанобрідському району Одеської області.
В часі Голодомору 1932—1933 років нелюдською смертю померло не менше 3 людей.
Дата зникнення станом на грудень 2022 року невідома.